# Estación del Norte (Zaragoza)
Zaragoza-Arrabal, también conocida coloquialmente como la estación del Norte o estación del Arrabal, fue una estación de ferrocarril situada en el municipio español de Zaragoza. Las instalaciones estaban ubicadas en la zona de los barrios de Arrabal y de Jesús. A lo largo de su historia fue una de las principales estaciones ferroviarias de la capital aragonesa. En la actualidad el edificio es utilizado para otros fines, como centro cívico. 

## Historia

### Construcción y primeros años
La estación fue construida entre 1856 y 1861 por la Sociedad del Ferrocarril de Barcelona a Zaragoza, propietaria de la línea Zaragoza-Lérida-Barcelona. Sería inaugurada de forma oficial el 16 de septiembre de 1861 con la llegada del primer tren procedente de la ciudad condal —a bordo del cual viajaba el rey consorte, Francisco de Asís—. La puesta en marcha de la estación, a la que poco a poco se le fueron ampliando las líneas tras la construcción del puente de la Almozara —que la une a la estación del Portillo y a la línea a Madrid—, fue el motor que sirvió para impulsar la construcción y desarrollo del Barrio Jesús.
En 1865 la estación pasó a manos de la recién creada Compañía de los Ferrocarriles de Zaragoza a Pamplona y Barcelona (ZPB), tras la fusión de varios ferrocarriles. No obstante, en 1878 la empresa resultante se integraría en la Compañía de los Caminos de Hierro del Norte de España. Por esta razón, comenzó a ser denominada como «Estación del Norte», convirtiéndose en el principal recinto ferroviario de «Norte» en la ciudad de Zaragoza.

### De RENFE a la actualidad

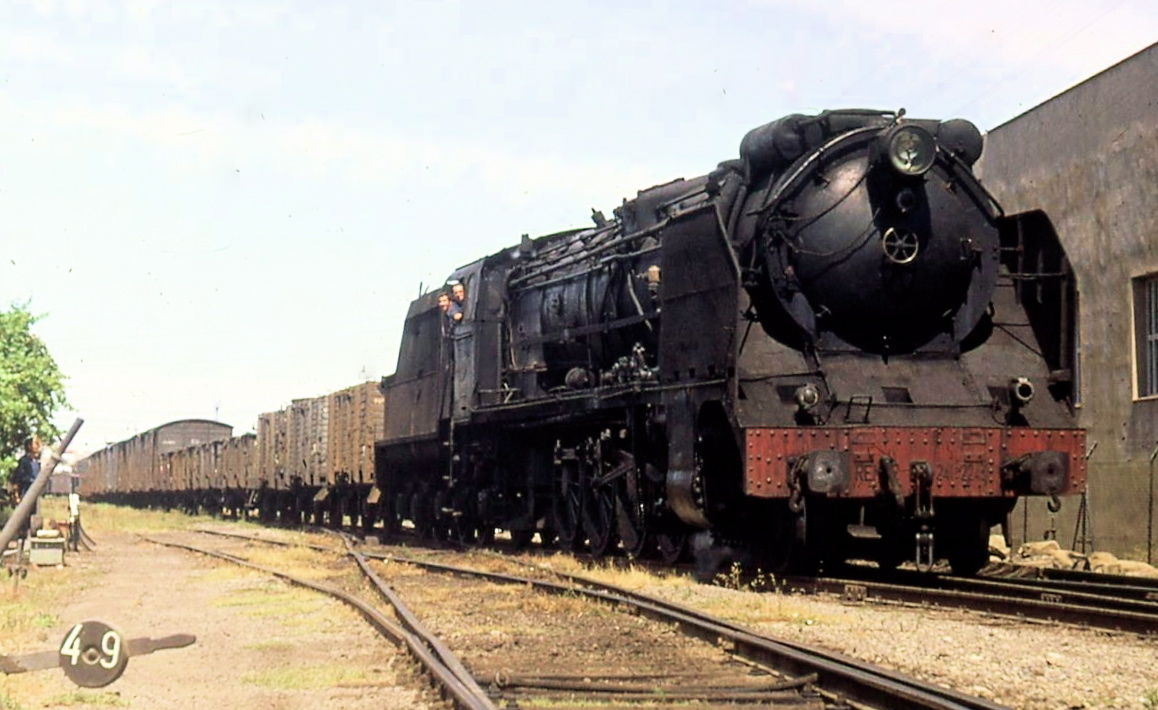
Un tren de mercancías circula por la estación, en agosto de 1970.

En 1941, la nacionalización del ferrocarril en España supuso la desaparición de todas las compañías existentes y la creación de RENFE, empresa que pasó a controlar la estación. Continuó operando servicios de viajeros hasta 1973, cuando RENFE centralizó dicho tráfico en la estación de Zaragoza-Portillo; a partir de ese momento, la estación de Zaragoza-Arrabal pasó a ser utilizada para la facturación de mercancías. Se mantuvo en esta función hasta ya entrada la década de 1980. Tras ser clauruada, las vías fueron levantadas y el complejo ferroviario desmantelado en su mayoría. Ya en desuso ferroviario, el edificio de viajeros actualmente está rehabilitado como centro cívico de dicho barrio y como club para la tercera edad; además de servir como Junta Municipal para el distrito de El Rabal.